# 中国驻加蓬大使馆
中华人民共和国驻加蓬共和国大使馆（法語：Ambassade de la République populaire de Chine en République Gabonaise），简称中国驻加蓬大使馆，是中华人民共和国驻加蓬的外交代表机构，位于邦戈胜利大道（Boulevard Triomphal EL Hadj Omar Bongo）。

## 机构设置
中国驻加蓬大使馆设置下列机构：
- 经商处
- 武官处
- 领事部
- 办公室